# Grotella blanchardi
Grotella blanchardi là một loài bướm đêm thuộc chi Grotella, trong họ Noctuidae.Loài này được tìm thấy ở Bắc Mỹ, bao gồm New Mexico (nơi đặc trưng của nó)  và Texas.
Sải cánh dài khoảng 26 mm.